# 부여군 갑
부여군 갑은 대한민국의 옛 국회의원 선거구이다. 당시 충청남도 부여군의 일부 지역을 관할했다.

## 역사
제헌 국회의원 선거를 앞두고 부여군 부여면, 규암면, 은산면, 외산면, 내산면, 구룡면, 홍산면을 관할하는 선거구로 신설되었다.
제6대 국회의원 선거를 앞두고 부여군 갑, 을 선거구가 통합되면서 부여군 선거구를 이루게 됨에 따라 폐지되었다.

## 역대 국회의원
| 선거   | 정당 | 정당               | 의원   |
| ------ | ---- | ------------------ | ------ |
| 1948년 |      | 대한독립촉성국민회 | 남궁현 |
| 1950년 |      | 무소속             | 이석기 |
| 1954년 |      | 무소속             | 이석기 |
| 1958년 |      | 자유당             | 한광석 |
| 1960년 |      | 민주당             | 이석기 |

## 역대 선거 결과

### 대한민국 제헌 국회의원 선거
|  | 49.86% |

|  | 25.06% |

|  | 12.35% |

|  | 8.48% |

|  | 4.22% |

### 대한민국 제2대 국회의원 선거
|  | 35.86% |

|  | 33.04% |

|  | 17.59% |

|  | 7.09% |

|  | 3.51% |

|  | 2.89% |

### 대한민국 제3대 국회의원 선거
|  | 29.67% |

|  | 21.77% |

|  | 20.51% |

|  | 19.51% |

|  | 6.97% |

|  | 1.53% |

### 대한민국 제4대 국회의원 선거
|  | 57.65% |

|  | 42.34% |

### 대한민국 제5대 국회의원 선거
|  | 53.75% |

|  | 27.75% |

|  | 10.10% |

|  | 8.39% |